# Republiek Bergachtig Armenië
De Republiek Bergachtig Armenië (Armeens: Լեռնահայաստանի Հանրապետութիւն, Lernahayastani Hanrapetut’yun; ook bekend als de Autonome Republiek Sjoenik of Bergachtig Armenië) was een kortdurige en niet-erkende staat in Transkaukasië, die ongeveer overeenkwam met het gebied van de hedendaagse Armeense provincies Vajots Dzor en Sjoenik en delen van de latere republiek Nagorno-Karabach. 
De republiek werd uitgeroepen op 26 april 1921 uit de Republiek Armenië. In juli van dat jaar gaf de republiek zich over aan het Rode Leger van de Sovjet-Unie waarna het grondgebied aan de Armeense SSR en de Azerbeidzjaanse SSR werd toegewezen.